# 文字遊戲 (電子遊戲)
《文字遊戲》是一款由台灣遊戲團隊Team9所開發的純文字角色扮演解謎遊戲，該作品已於2022年1月21日推出Microsoft Windows及Mac OS X完整版本。 任天堂 Switch版本于2025年8月7日在任天堂独立游戏直面会上公布，并于次日在日本和香港地区的任天堂eShop销售。
在遊戲設定中，世界是由中文字所構成，而「字」除了是敘述與介面，同時也是物件、人物和場景。參考像素、ASCII藝術風格，以方塊字作為棋盤式地圖上的點陣單位，玩家將操控「我」字，從敘述與物件的謎題中找出線索，透過刪減、搬移、拆解、組合改變句義、主導劇情。

## 遊戲玩法
在《文字遊戲》中，玩家操控「我」這個中文字，在由文字構成的遊戲世界移動。本遊戲運用中文詞的特性，製作謎題。引用遊戲官方介紹「當你走進一個密室時，儘管遊戲內的敘述很明白地告訴你『這裡沒有門』，但因為這是一款文字遊戲，所以你依舊可以走進敘述中的『門』」，本遊戲大量運用文字遊戲進行解謎，為一大特色。

## 劇情概述
本作是一款角色扮演冒險解謎遊戲，玩家操控「我」在「文字」的遊戲世界成為勇者，尋找三件失落聖物，繼而擊倒魔龍。游戏开始时「我」在朋友艾斯家修怀表时被吟游诗人叫住。吟游诗人将「我」称为最后的「识字勇者」，将讨伐魔龙拯救公主的任务推给了「我」，「我」随后在半信半疑中随诗人展开冒险。艾斯虽然容易失言，但为人忠厚。他为了给其他地方送货也一同离开家乡。「我」在诗人的带领下来到了库尔堤村庄，库尔堤原先盛产葡萄，但是魔龙的手下蛇妖一到，无力抵抗的村民只得躲入山洞度日。「我」在山洞中寻获聖器貝克思貝斯之劍（Backspace），并使用它击退了蛇妖，随后「我」便随诗人来到了勇者之村。在勇者之村「我」得知「我」是第4397位试图挑战魔龙的勇者，先前的4396位勇者因不同的原因而失败，勇者之村也被一个双头巨怪摧毁。曾经一位勇者导师「博德」因故失踪的事件也沉重打击了勇者之村的士气，但也有人幻想其没有离开众人，只是在故事中。「我」从勇者之村获得了聖器杜爾手套后，在众人的期盼与祝福中来到魔龙城的前哨。在前哨「我」得知魔龙的村庄让妖怪可以生存，「我」随后偷取了聖器四目頭盔，但被双头巨怪发现。虽然「我」击退了敌人，但是巨怪将前来送货的朋友艾斯撕碎。在魔龙城「我」遇到了先前击退的蛇妖和巨人，并将其击杀，同时得知魔龙可以将文字冰冻，而被冰冻的文字围困无处脱逃将成为事实。「我」最终在与魔龙的对决中被围困而败。
随后，玩家得知要破解死局，需要局外人玩家的协助，玩家控制「人」为先前的旅途中的文字添加单人旁以图改变结局。玩家先后让「我」被冰冻的文字围困无处脱逃变成「伪」事实使之可以逃脱、让蛇妖来到库尔堤村庄之前便「倒」下使村民在决战中得以帮忙、让魔龙使妖怪「何」以生存致其失去协助、将艾斯改为容易失「信」令其拒绝送货免于一死、让在故事中的博德导师变成在「做」事中从而获得击败魔龙的情报。玩家「人」最终依靠这些变化成功击败魔龙，但魔龙产生了黑洞试图吞下世间所有文字。在黑洞中玩家得知魔龙想消灭文字，而玩家获得鼓舞冲出黑洞利用三件聖器的「文字之力」击杀魔龙，救出了公主。
然而，公主其实是被诅咒之人，她所到之处，文字皆会变为乱码，魔龙将她吞入身体中实际上保护了世界。玩家此时需要在两个结局中选择其一：若成为守护者则勇者与公主结婚，但世界变为乱码；若成为拯救者则勇者杀死公主，拯救世界。

### 心智打字机
玩家实际上可以选择拒绝成为守护者或拯救者，而是成为作者。此时游戏将继续，玩家将进入「心智打字机」修改游戏的第4398版剧本。修改完毕后，玩家将得知前述的勇者故事是作者正在撰写的剧本。作者的女儿身患重病，丧失语言能力，医生表示无能为力，只能寄希望于将其保存在冷冻仓内等待未来医学。妻离子散的作者将自己女儿的遭遇影射为勇者故事中的「公主」，为她编写一部勇者拯救公主的故事，但是由于缺少女儿的意见而迟迟无法写出满意的版本。作者来到女儿的冷冻仓前，将写好的第4398版勇者故事念给她听，期盼她有朝一日能够康复苏醒。
文字的力量，在于使用它的每一个人；而作者的女儿最终也因玩家的剧本不同而结局不一。

## 開發
《文字遊戲》由台灣遊戲團隊Team9所製作，使用Godot開發。開發從2018年由三人團隊開始，並在過程中陸續集齊團隊成員。在2020年完成最初版的Demo後，於同年11月啟動群眾集資，獲得超過3500人支持。團隊在2021年1月於Steam發布前傳遊戲《文字遊戲：第零章》，作為免費試玩版，遊戲原定於同年5月推出正式版，但因故延期至年底完成。
文字游戏在2023年确认进军日本市场。2025年8月7日,日文版本的文字游戏出现在任天堂独立游戏直面会上，并确认在次日上架日本任天堂eShop。简体中文和繁体中文版本的文字游戏也在同一时间登陆香港任天堂eShop。因日文版的文字游戏解谜要素和中文版有区别，两种文字作为不同的游戏分别发售。

## 迴響
《文字遊戲》於發售前推出前傳《文字遊戲：第零章》，在 Steam 上獲得超過3000位玩家評價，99%壓倒性好評。雷亞遊戲執行長兼遊戲製作人游名揚評價：「很久沒有玩到一接觸就覺得驚豔的作品，文字遊戲在創意的發揮上非常厲害。」
| 年份 | 獎項 |
| ---- | --- |
| 2020 | - 獲得 巴哈姆特創作大賽 金賞 - 獲得 巴哈姆特創作大賽 最佳創意獎 - 獲得 indiePlay 最佳聽覺效果 - 提名 indiePlay 最佳創新 - 提名 indiePlay 最佳遊戲大獎                         |
| 2021 | - 獲得 Indie Game Award 最佳創新獎 - 提名 Indie Game Award 最佳遊戲設計獎 - 獲得 Indie Live Expo 本地文化獎 - 獲得 GWB Game Awards 金獎 - 獲得 GWB Game Awards 最佳玩法突破獎 |
| 2023 | - 獲得 iF產品設計獎 產品與服務識別類 |

## 資料來源
1. 1 2  聯合新聞網. . udn遊戲角落.   [2022-01-14]. （原始内容存档于2022-01-23） （中文（臺灣））.
2. 1 2  巴哈姆特. . 巴哈姆特電玩資訊站.   [2022-01-14]. （原始内容存档于2022-04-22）.
3. ↑  . store.steampowered.com.   [2022-01-14]. （原始内容存档于2022-04-22） （中文（中国大陆））.
4. 1 2  Nintendo 公式チャンネル. . YouTube. YouTube.   [2025-08-07].
5. 1 2  Nintendo. . Nintendo eShop HK.   [2025-08-09].
6. 1 2  任天堂. . My Nintendo Store（マイニンテンドーストア）.   [2025-08-09].
7. ↑  巴哈姆特. . 巴哈姆特電玩資訊站.   [2022-01-14]. （原始内容存档于2022-04-17）.
8. ↑  郁子. . 群眾觀點. 2021-01-08  [2022-01-14]. （原始内容存档于2022-01-14） （中文（臺灣））.
9. ↑  . T客邦. 2021-01-29  [2022-01-14]. （原始内容存档于2022-04-22） （中文（臺灣））.
10. 1 2  巴哈姆特. . 巴哈姆特電玩資訊站.   [2022-01-15]. （原始内容存档于2022-04-22）.
11. ↑  . store.steampowered.com.   [2022-01-15]. （原始内容存档于2022-01-15） （中文（中国大陆））.
12. ↑  . VJGamer.   [2022-01-14]. （原始内容存档于2022-04-17） （中文（臺灣））.
13. ↑  Engine, Godot. . Godot Engine.   [2022-01-14]. （原始内容存档于2022-04-17） （英语）.
14. ↑  獨立遊戲勇者村. . Medium. 2021-01-22  [2022-01-15]. （原始内容存档于2022-01-15） （英语）.
15. ↑  . 映CG數位影像繪圖媒體.   [2022-01-15]. （原始内容存档于2022-01-15） （中文（臺灣））.
16. ↑  聯合新聞網. . 聯合新聞網. 20210115T005411Z  [2022-01-14]. （原始内容存档于2022-01-14） （中文（臺灣））.
17. ↑  . 映CG數位影像繪圖媒體.   [2022-01-14]. （原始内容存档于2022-01-15） （中文（臺灣））.
18. ↑  . 數位時代.   [2022-01-14]. （原始内容存档于2022-04-22） （中文（臺灣））.
19. ↑  . game.ettoday.net.   [2022-01-14]. （原始内容存档于2022-06-04） （中文（繁體））.
20. ↑  記者潘韜宇. . www.limedia.tw.   [2022-01-14]. （原始内容存档于2022-04-17） （中文（臺灣））.
21. ↑  . www.gcores.com.   [2022-01-14]. （原始内容存档于2022-03-20） （中文）.
22. ↑  Team9. . Team 9 - Facebook.   [2025-08-09].
23. ↑  网易. . www.163.com. 2021-10-21  [2022-01-14]. （原始内容存档于2022-04-22）.
24. 1 2  . prj.gamer.com.tw.   [2022-01-14]. （原始内容存档于2022-01-14） （中文（臺灣））.
25. ↑  . gamegene.cn.   [2022-01-14]. （原始内容存档于2022-01-14）.
26. ↑  . indienova.com.   [2022-01-14]. （原始内容存档于2021-10-06）.
27. ↑  Show, 台北國際電玩展 Taipei Game. . 台北國際電玩展 Taipei Game Show.   [2022-01-14]. （原始内容存档于2022-01-14）.
28. ↑  4Gamers. . 4Gamers 官方網站.   [2022-01-14]. （原始内容存档于2022-01-14） （中文（繁體））.
29. ↑  . 新頭殼 Newtalk. 2021-01-29  [2022-01-14]. （原始内容存档于2022-06-04） （中文（臺灣））.
30. ↑  . INDIE Live Expo Awards | INDIE Live Expo Ⅱ | インディゲームのための情報番組.   [2022-01-14]. （原始内容存档于2021-10-28） （日语）.
31. ↑  巴哈姆特. . 巴哈姆特電玩資訊站.   [2022-01-14]. （原始内容存档于2022-04-22）.
32. ↑  . ifdesign.com.   [2023-05-15]. （原始内容存档于2023-05-17） （英语）.
33. ↑  . udn遊戲角落.   [2023-05-15]. （原始内容存档于2023-06-08） （中文（臺灣））.

## 外部連結
- 官方网站